# Nguyễn Tiến Chung
Nguyễn Tiến Chung (sinh 8 tháng 8 năm 1914 - mất 5 tháng 3 năm 1976), là một họa sĩ người Việt Nam. Ông đạt Giải thưởng Hồ Chí Minh về Văn học - Nghệ thuật năm 2000. Nguyễn Tiến Chung thường sáng tác về người nông dân, nông thôn, thiếu nữ, bộ đội, công nhân Việt Nam bằng phong cách Á Đông sâu đậm.

## Tiểu sử
Nguyễn Tiến Chung sinh ngày 8 tháng 8 năm 1914, quê ở Ước Lễ, xã Tân Ước, Thanh Oai, Hà Nội. Ông tốt nghiệp Trường Mĩ thuật Đông Dương khóa XI từ năm 1936 đến 1941, giảng viên Trường Cao đẳng Mĩ thuật Việt Nam năm 1946, tham gia Mặt trận Việt Minh nội thành Hà Nội từ 1947 đến 1953. Ông là Ủy viên Ban chấp hành Mặt trận Tổ quốc Việt Nam thành phố Hà Nội năm 1954, giảng viên Trường Đại học Mĩ thuật Việt Nam từ năm 1955 đến năm 1964, Ủy viên Ban chấp hành Hội Mĩ thuật Việt Nam khóa I từ năm 1957 đến năm 1968, Ủy viên Hội đồng nghệ thuật Hội Mĩ thuật Hà Nội từ năm 1966 - 1976. Ông qua đời vào ngày 5 tháng 3 năm 1976

## Thể loại sáng tác, tác phẩm tiêu biểu
Nguyễn Tiến Chung thường sáng tác về người nông dân, nông thôn, thiếu nữ, bộ đội, công nhân Việt Nam mang phong cách, bản sắc Á Đông. Một số tác phẩm của ông có ảnh hưởng lớn trong giới mĩ thuật Việt Nam thời kỳ trước năm 1975.
- Một số tác phẩm tiêu biểu:
  - Được mùa (tranh lụa, 1958)
  - Mùa gặt (tranh lụa, 1962)
  - Chợ Nhông (tranh khắc gỗ màu, 1958)
  - Phong cảnh Sài Sơn (tranh khắc gỗ màu, 1970)
  - Nữ dân quân trao đổi kinh nghiệm bắn máy bay (tranh sơn dầu, 1971)[1].

## Huân, huy chương, giải thưởng
- Huy chương Vì sự nghiệp Văn học Nghệ thuật Việt Nam
- Huy chương Vì sự nghiệp Mĩ thuật Việt Nam
- Giải thưởng Triển lãm Mĩ thuật tháng 8 năm 1946
- Giải thưởng Triển lãm Mĩ thuật năm 1971
- Giải A Triển lãm Mĩ thuật Toàn quốc năm 197
- Giải thưởng Đồ hoạ Quốc tế tại Cộng hòa dân chủ Đức năm 1976
- Giải thưởng Hồ Chí Minh về Văn học Nghệ thuật đợt II.

Nguồn:

## Hai bức tranh gây tranh cãi
Trong thời kỳ mĩ thuật Việt Nam trước năm 1975, có hai bức tranh gây tranh cãi của họa sĩ Nguyễn Tiến Chung. Bức "Đập lúa đêm" của ông sáng tác năm 1963 của ông nói về người nông dân Việt Nam cần cù, chăm chỉ bị một vị lãnh đạo phê là "bôi xấu giai cấp nông dân" nhưng sau 
đó lại được đem đi triển lãm ở Liên Xô.
Bức "Mùa gặt" của Nguyễn Tiến Chung được vẽ năm 1958, là bức sơn mài lớn nhất ông thực hiện sau cách mạng. Ông đem đi dự triển lãm mỹ thuật Việt Nam năm 1968, nhưng cũng vì bị phê phán cách vẽ nông dân từ bức Đập lúa đêm nên bức tranh chỉ được giải ba và Bảo tàng không mua. Đem tranh về, họa sĩ bảo cô con gái lớn bê tranh đem xuống ao định mài bỏ đi để vẽ tranh khác. Nhưng đúng lúc đó thì một người khách tên Đức Minh sang chơi và đổi bộ bàn ghế gỗ lấy tranh. Năm 1976, ông bị ốm, nhà ông bán bộ bàn ghế đi được 2 nghìn đồng. Sau khi Đức Minh mất, bộ sưu tập của ông không còn nguyên vẹn, bức Mùa gặt lọt vào tay nhà sưu tập Danh Anh.